# Formazione professionale
Per formazione professionale o istruzione professionale (in inglese: vocational training) si intende, in generale nel lavoro, il percorso di formazione specifica che si deve intraprendere per accostarsi a una professione e per essere pronti ad entrare (o rientrare) nel mondo o mercato del lavoro.

## Tipologia
- Si parla di formazione professionale iniziale se questa è rivolta ai giovani che assolvono l'obbligo di istruzione, fino al compimento del sedicesimo anno d'età[1] e il diritto-dovere di istruzione e formazione, sino al conseguimento almeno di una qualifica professionale triennale[2]
- Si parla di formazione professionale continua se è rivolta ad adulti che sono stati esclusi dal mondo del lavoro (disoccupato) e/o che intendono riqualificarsi in vista di un nuovo o di un migliore inserimento. La formazione professionale continua si inserisce nel concetto del cosiddetto lifelong learning, un termine inglese che possiamo tradurre con formazione lungo tutto il corso della vita. Serve a far capire che nella cosiddetta società della conoscenza l'apprendimento deve ormai svilupparsi come una componente permanente della propria attività di lavoro e del proprio sviluppo personale.

## Formazione di tipo scolastico
L'istruzione e formazione professionale (altrimenti denominata VET, acronimo di: Vocational Educational Training) in Italia si struttura, per il secondo ciclo, in due segmenti successivi alla scuola secondaria di primo grado, afferenti alla fascia dell'obbligo di istruzione /diritto-dovere: include gli istituti professionali, statali, e gli istituti di istruzione e formazione professionale, regionali. Ad un livello superiore, in uscita da un percorso quadriennale IeFP è possibile proseguire in un percorso di IFTS (Istruzione e Formazione Tecnica Superiore);  in uscita dalla scuola secondaria di secondo grado da un quinto anno di IeFP è possibile proseguire in un percorso di ITS (IstruzioneTecnica Superiore).
Dai primi anni del Duemila, con la cosiddetta riforma Moratti, attuata attraverso la riforma scolastica del 2010, si rivedono profondamente i rapporti tra i due percorsi paralleli - statali e regionali - del secondo ciclo, quelli di istruzione professionale e dell'istruzione e formazione professionale, prefigurandoli anche come complementari: nel 2004 si prevede la possibilità di effettuare passaggi tra i percorsi statali e quelli regionali e nel 2018, con il D.M. n. 427 del 22/05/2018, e successivamente con il D.M. n. 11 del 07/01/2021 il MIUR recepisce gli accordi in Conferenza Stato Regioni  del10/05/2018 e del 10/09/2020; Nel 2005 il D.lgs 77 sull'Alternanza Scuola Lavoro prevede che in quest'ambito Le istituzioni scolastiche, a domanda degli interessati e d'intesa con le regioni, possano "collegarsi con il sistema dell'istruzione e della formazione professionale per la frequenza, negli istituti d'istruzione e formazione professionale, di corsi integrati, attuativi di piani di studio, progettati d'intesa tra i due sistemi e realizzati con il concorso degli operatori di ambedue i sistemi".  Svolge un ruolo cruciale in questo senso l'azione dell'orientamento scolastico.

### Istruzione professionale statale
Gli istituti professionali, dopo la riforma "Gelmini", prevedono un piano di studi di 5 anni consecutivi, diversamente dall'ordine precedente caratterizzato da un triennio per il conseguimento di un diploma di qualifica e un biennio postqualifica. Si inizia con un biennio di base, con discipline comuni anche ad altre tipologie di scuole superiori, seguito da un ulteriore biennio e da un ultimo anno che, dopo il superamento dell'esame di Stato, permetterà di ottenere il diploma di istruzione secondaria superiore in uno specifico settore professionale. Il corso di studi si conclude, quindi, come ogni altra scuola secondaria superiore con la possibilità di accesso all'università o al mondo del lavoro.

### Istruzione e formazione professionale (competenza regionale)
L'istruzione e formazione professionale (IeFP) indica un percorso scolastico, di competenza regionale, professionalizzante per giovani che vogliono entrare subito nel mondo del lavoro, ovvero senza dover compiere lunghi studi per arrivare ad un diploma oppure ad una laurea. Tale percorso è parallelo e differenziato da quello che i ragazzi seguono per l'istruzione scolastica (MI), di competenza statale.
Il percorso di studi attualmente è variegato e dipende dalla tipologia del centro frequentato. In Italia i centri di formazione professionale prevedono un biennio/triennio di studi con prevalenza di materie pratiche specialistiche del settore, finalizzati al raggiungimento di una qualifica professionale. A volte è attivo un quarto anno che rilascia un diploma professionale.
È in generale sempre possibile, come stabilito dal Decreto Ministeriale n. 11 del 7 gennaio 2021, il passaggio tra percorsi statali e regionali.
Un contributo importante alla formazione professionale viene anche fornito dagli enti di formazione privati che propongono contenuti formativi specialistici su settori specifici dell'apprendimento professionale.
Molti corsi proposti da enti privati, purché accreditati presso le Regioni italiane, sono gratuiti, in quanto finanziati con le risorse comunitarie del Fondo Sociale Europeo.
L'accreditamento delle sedi formative è stato avviato con il Decreto del Ministero del Lavoro n. 166 del 26 maggio 2001, recepito dalle Regioni che, ai sensi dell'art. 117 della Costituzione, hanno poi applicato in modo autonomo, e spesso molto diverso, i criteri generali lì normati per il riconoscimento delle sedi formative. In alcune Regioni si è poi proceduto successivamente anche all'accreditamento del personale impegnato, in ruoli diversi, nella realizzazione di attività formative finanziate con risorse pubbliche. Si è data in tal modo un'importante garanzia in termini di qualità dei corsi erogati.
La legge 845/1978, ancora vigente, prevede che le regioni non possono attuare o autorizzare le attività dirette al conseguimento di un titolo di studio o diploma di istruzione secondaria superiore, universitaria o postuniversitaria (art. 8).

Con il superamento delle prove finali gli allievi conseguono attestati, rilasciati dalle regioni, in base ai quali gli uffici di collocamento assegnano le qualifiche valide ai fini dell'avviamento al lavoro e dell'inquadramento aziendale. Gli attestati costituiscono titolo per l'ammissione ai pubblici concorsi (art. 14).

Pertanto, il valore legale dei titoli è in linea teorica limitato alla regione di rilascio.
Spettano al Ministero del Lavoro (art. 18): la definizione delle qualifiche professionali, dei loro contenuti tecnici, culturali ed operativi e delle prove di accertamento per la loro attribuzione; le attività di studio, di ricerca, di documentazione, di informazione e sperimentazione; l'organizzazione ed il finanziamento, d'intesa con le regioni e su loro iniziativa, di corsi di aggiornamento del personale impiegato; la definizione dei requisiti tecnici per il riconoscimento dell'idoneità delle strutture e delle attrezzature adibite alla formazione professionale.

### IFTS
I corsi di Istruzione e Formazione Tecnica Superiore (IFTS) sono percorsi di alta formazione professionale post-diploma, realizzati in sinergia tra centri di formazione professionale, istituti superiori, imprese e università. L'IFTS è l'equivalente italiano della post-secondary vocational education, riconducibile al quarto livello del quadro europeo delle qualifiche.
La post-secondary vocational education cambia molto tra i diversi Paesi: può durare dai sei mesi ai due anni e includere materie particolarmente differenti, a seconda della specializzazione e dei bisogni locali. Al di là dell'ambito in cui ci si specializza, comunque, l'accomuna il fornire competenze professionali specifiche e complete, attraverso un percorso caratterizzato da un forte legame con il tessuto produttivo, formando tecnici ritenuti strategici per lo sviluppo dell'economia locale.
Per quanto riguarda lo specifico della realtà italiana, i percorsi IFTS si rivolgono a giovani e adulti, con o senza impegni lavorativi, nel rispetto delle pari opportunità. L'accesso ai percorsi IFTS è consentito ai diplomati, nonché a chi, pur non avendo un diploma di scuola secondaria di secondo grado, dimostri di possedere i requisiti culturali minimi per l'accesso. Gli IFTS rilasciano, infine, un "certificato di specializzazione tecnica superiore" valido sul territorio italiano.

### ITS
Gli Istituti Tecnici Superiori (ITS) sono le nuove "scuole speciali di tecnologia". Gli ITS rappresentano, in Italia, il nuovo canale formativo post-secondario parallelo all'università. In questi corsi vengono formati "tecnici superiori" in aree tecnologiche ritenute strategiche a livello nazionale. Vengono realizzati, su proposta di un istituto tecnico o di un istituto professionale, in base ad una pianificazione regionale costituendo una fondazione di partecipazione con varie realtà. I corsi hanno in generale una durata di 4 semestri per 1800/2000 ore, caratterizzati da didattica in laboratorio e tirocini obbligatori per un fissato monte ore. I corsi sono caratterizzati dal fatto che buona parte dei docenti proviene dal mondo del lavoro e delle professioni. Il titolo rilasciato è il "Diploma di Tecnico Superiore" diversificato per specializzazione.

## Formazione professionale continua
Nel mondo del lavoro odierno in rapida trasformazione sempre più sovente un lavoratore è costretto a metter mano alla propria formazione professionale o perché si è trovato escluso dal mondo del lavoro (disoccupato) oppure perché desidera riqualificarsi in vista di un nuovo o di un migliore inserimento.
Si parla quindi di formazione professionale continua oppure di formazione lungo tutto il corso della vita.
In Italia si identifica il concetto di formazione continua con quella concordata fra le Parti Sociali, definita in un Piano Formativo di tipo individuale, aziendale, territoriale o settoriale e tradotta in progetti formativi finanziabili dai fondi interprofessionali per la formazione continua.
A tale formazione accedono i lavoratori occupati di aziende iscritte ad un Fondo Interprofessionale a cui vengono così indirizzate, volontariamente, le quote che obbligatoriamente devono essere versate, ogni anno, all'INPS (0,30% della retribuzione lorda annua di ogni dipendente).
Al marzo 2009 operano 14 Fondi Interprofessionali in Italia, autorizzati a gestire la propria raccolta di quote "zero trenta" che le singole aziende decidono di indirizzare loro.
Informazioni sui Fondi, sulle parti sociali che li costituiscono e sulle attività messe a bando sono reperibili presso il sito relativo. Le aziende e le agenzie formative accreditate possono proporre progetti di formazione, concorrendo all'utilizzo di queste importanti risorse finanziarie.
Gli obiettivi della formazione continua finanziabile dai fondi interprofessionali sono definiti nei bandi pubblici che ogni Fondo emette sulla base delle risorse raccolte. Tali obiettivi possono essere di tipo professionale e riconosciuti nell'organizzazione del lavoro dell'azienda, oppure essere finalizzati all'acquisizione di informazioni e/o competenze di tipo obbligatorio (salute e sicurezza nei luoghi di lavoro) o per competenze/interessi di tipo individuale cui il lavoratore può accedere anche singolarmente. Qualunque obiettivo formativo riconoscibile e finanziabile da un Fondo Interprofessionale deve comunque essere oggetto di un Accordo fra le Parti Sociali.

## Soggetti competenti

### Italia
In Italia, in applicazione dell'art. 117 della Costituzione della Repubblica italiana, sono le Regioni ad avere autonoma competenza in materia di formazione professionale, a differenza dell'istruzione che è compito dello Stato tramite il Ministero dell'Istruzione, dell'Università e della Ricerca. In materia di formazione permanente e continua, in applicazione alla legge 4/2013 e al D.lgs 109/2023 art. 4, sono competenti le associazioni professionali iscritte nell'elenco nazionale in sezione 2, delle associazioni non regolamentate in ordini o collegi.